# Comuna Urij, Drohobîci
Urij (în ucraineană Уріж) este o comună în raionul Drohobîci, regiunea Liov, Ucraina, formată din satele Mokreanî, Pidmonastîrok, Urij (reședința) și Vînnîkî.

## Demografie
Componența lingvistică a comunei Urij
     Ucraineană (99,77%)
     Alte limbi (0,23%)
Conform recensământului din 2001, majoritatea populației comunei Urij era vorbitoare de ucraineană (99,77%), existând în minoritate și vorbitori de alte limbi.